# Alexandru Bourceanu
Alexandru Bourceanu (n. 24 de abril de 1985, Galați) es un futbolista rumano que juega como centrocampista. Actualmente milita en el FC Dunărea Călărași y es internacional absoluto por Rumania.